# Bloodhound Gang
Bloodhound Gang ist eine 1992 gegründete US-amerikanische Band aus Trappe, Pennsylvania, die mehrere Musikstile miteinander verbindet, vorwiegend aus dem Rock- und Hip-Hop-Bereich.

## Geschichte

### 1992–1994: Die Anfänge
1992 gründeten Jimmy Pop (damals Jimmy Pop Ali), Daddy Long Legs, Bubba K Love und Foof die Band als eine Depeche-Mode-Coverband. Vorher spielten Jimmy Pop und Daddy Long Legs schon zusammen in ihrem Hip-Hop-Projekt Bang Chamber 8. Ihre ersten Konzerte spielten sie in einem Hinterzimmer im Haus von Jared Hasselhoff, der damals noch bei Vaginal Bloodphart spielte. Aufgrund einiger Streitereien innerhalb der Band verließen Bubba K Love und Foof 1993 die Band. Mit M.S.G wurde recht schnell Ersatz für Foof gefunden, allerdings wechselten sie sehr oft ihren Schlagzeuger, da, so die Band, einfach keiner zu ihnen passte. Mit Skip O’Pot2Mus als ihrem neuen Schlagzeuger nahmen sie ihre erste Drei-Track-Demo Just Another Demo auf. Von nun an spielten sie jeden Monat im New Yorker Club CBGB.
Während der Aufnahmen für ihre zweite Demo The Original Motion Picture Soundtrack to Hitler’s Handicapped Helpers im April 1994 stieß der Gitarrist Lüpüs Thünder, der schon zwischen Foof und M.S.G selber als DJ gewirkt hatte, zur Band. Nachdem sie einen Plattenvertrag bei Cheese Factory Records unterschrieben hatten, brachten sie im November 1994 ihre erste EP Dingleberry Haze heraus, die ungefähr 120-mal verkauft wurde und heutzutage als Sammlerstück gilt.
Der Name der Band leitet sich von einer gleichnamigen Rubrik in der US-Kindersendung 3-2-1-Contact (deutsche Ausstrahlung unter dem Titel 3-2-1 Kompass ohne diese Rubrik) ab, die sich um die jugendlichen Detektive der Bloodhound Gang drehte.

### 1995:Use Your Fingers
Im März 1995 verließen Daddy Long Legs und M.S.G wegen finanzieller Schwierigkeiten die Band und schlossen sich der Hip-Hop-Gruppe Wolfpac an. Um die leeren Plätze zu füllen, verpflichtete Bloodhound Gang – nach Mister Capitan Stinky Boots, den sie nach zwei Tagen wieder herauswarfen – Tard-E-Tard als Ersatz für M.S.G und Jimmys alten Freund Evil Jared Hasselhoff als Bassisten. Im Juli 1995 veröffentlichten sie dann ihr Debütalbum Use Your Fingers – eine Mixtur aus Punk-Rock und Hip-Hop, das aber kaum wahrgenommen wurde. Da nun auch noch Skip O’Pot2Mus und Tard-E-Tard die Band wegen Streitigkeiten verließen, die laut Vertrag eine Tournee in Frankreich absolvieren sollte, wurde mit DJ Q-Ball und Spanky G Ersatz gefunden.

### 1996–1997:One Fierce Beer Coaster

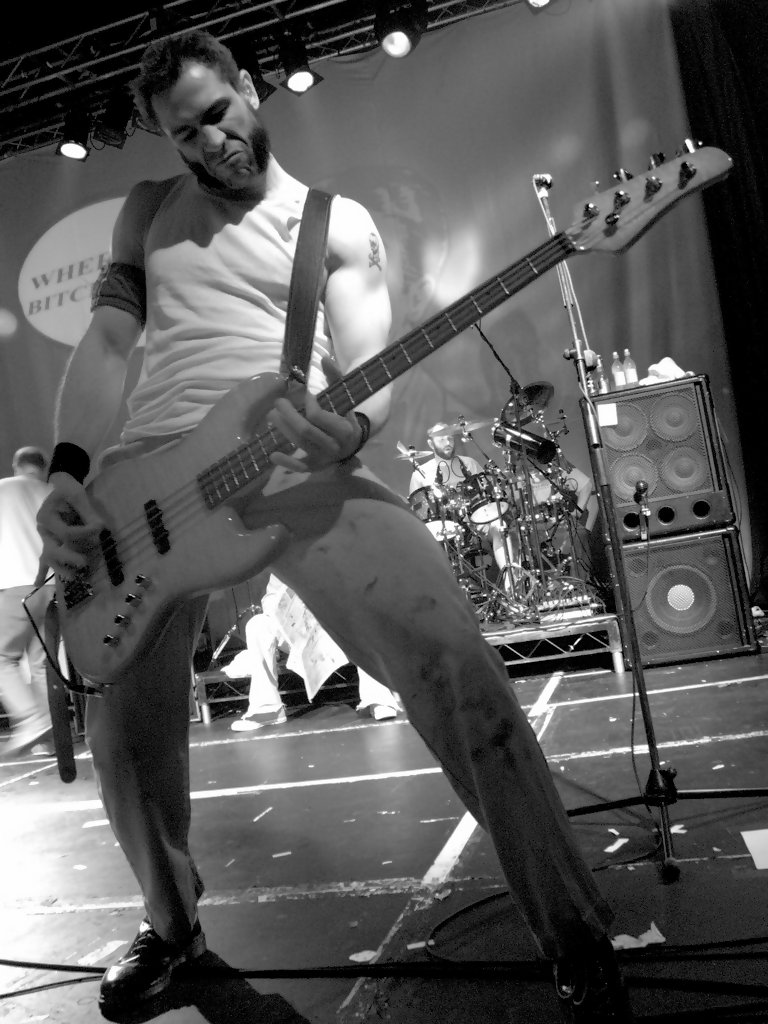
Evil Jared Hasselhoff

Nach ihrer ersten kleinen Frankreichtour ging die Bloodhound Gang im März 1996 ins Studio, um ihr zweites Album One Fierce Beer Coaster aufzunehmen. Nachdem sich ihre Plattenfirma (inzwischen von Cheese Factory Records in Republic Records umbenannt) geweigert hatte, das Album zu veröffentlichen, unterschrieben sie bei Geffen Records, die ihr Album im Dezember 1996 veröffentlichten. Das Album war ein Erfolg und One Fierce Beer Coaster hielt sich über einen recht langen Zeitraum in den Albumcharts. Als nach einer Nordamerikatour eine Europatour folgte, erregte die 1997 ausgekoppelte Single Fire Water Burn das Interesse des Musikfernsehens und alternativer Radiosender. Fire Water Burn ist nach wie vor eines der populärsten Lieder der Bloodhound Gang und ebnete ihrer weiteren Karriere den Weg.
Als die Band zum Soundtrack der Komödie Half Baked ein Lied beisteuerte, stieg dieser europaweit in die Charts ein. Dieses Lied, eine Umarbeitung des alten Hits Along Comes Mary von der Flower-Power-Gruppe The Association, machte die Band nun endgültig auch in Europa einem weiteren Publikum bekannt.

### 1998–2000:Hooray for Boobies
Ihre nächste Platte Hooray for Boobies, die im Oktober 1999 veröffentlicht wurde (in den USA hingegen erst Ende Februar 2000), erfüllte weitgehend die Erwartungen und stieg auf vorderen Chartpositionen ein. Ihren größten kommerziellen Erfolg hatte die Bloodhound Gang mit der Single-Auskopplung The Bad Touch; erfolgreich war auch die Single Along Comes Mary. Das Lied Inevitable Return of the Great White Dope aus dem Album Hooray for Boobies fand auf dem Soundtrack der Horrorparodie Scary Movie Verwendung. Nach der Veröffentlichung ihrer nächsten Auskopplung The Ballad of Chasey Lain und einer 18-monatigen Tour setzte sich die Bloodhound Gang für die nächsten Jahre zur Ruhe.

### 2003: DVD
2003 veröffentlichte die Bloodhound Gang ihre erste DVD namens One Fierce Beer Run, die Behind-The-Scenes-Material, Kommentare der Bandmitglieder sowie die unzensierte Fassung ihrer Musikvideos enthält.

### 2005–2006:Hefty Fine

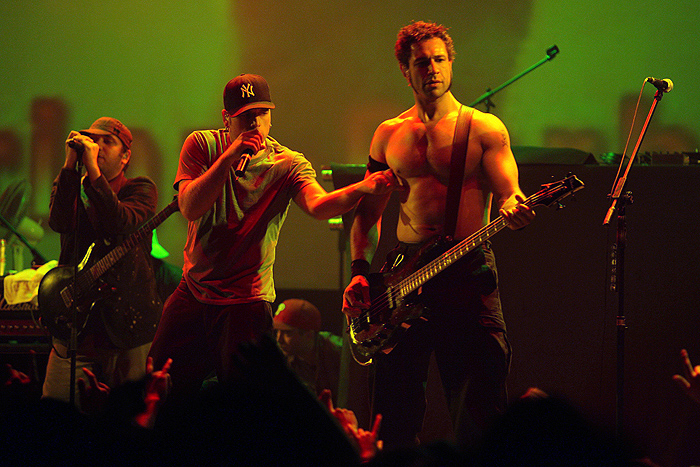
Bloodhound Gang, 2007

Anfang 2005 zog sich die Bloodhound Gang wieder ins Studio zurück, um ihr Album Hefty Fine aufzunehmen, das im September 2005 erschien. Das Album verkaufte sich recht gut und erreichte Goldstatus, konnte aber nicht an den Erfolg seines Vorgängers anknüpfen. Ende 2005 wurde das Lied Foxtrot Uniform Charlie Kilo als Single ausgekoppelt. Die Anfangsbuchstaben ergeben nach dem NATO-Alphabet das Wort „FUCK“.
2006 erschien die zweite Auskopplung aus dem Album Hefty Fine, Uhn Tiss Uhn Tiss Uhn Tiss, das auch als Werbeträger für die Firma Blaupunkt diente.
Bei der Hefty Fine Tour 2006 war Drummer „Willie the New Guy“ jedoch nicht mehr dabei. Im März trennte man sich in beiderseitigem Einvernehmen; eine offizielle Begründung wurde hierzu nicht bekannt. Auf dieser Tour saß Adam Perry (The Yin) von der Gruppe A am Schlagzeug, der dann später als offizielles Mitglied aufgenommen wurde.
Am 17. Juli 2007 wurde die Single Screwing You on the Beach at Night veröffentlicht. 2010 erschien dazu ein Hardcore-Musikvideo, in dem die Ex-Pornodarsteller Leonie Saint und Till Kraemer miteinander Sex haben.
Evil Jared gab im Oktober 2008 in seinem Blog bekannt, dass Lüpüs Thünder die Band verlassen habe.

### 2015–heute:Hard-Off
Zwischen 2014 und 2015 erschienen vorab die Singles American Bitches, Chew Toy, Dimes, Clean Up in Aisle Sexy und Uncool as Me (feat. Joey Fatone), bis am 18. Dezember 2015 das fünfte Studioalbum mit dem Titel Hard-Off erschien.
In mehreren Interviews bestätigte Evil Jared Hasselhoff, dass dies das letzte Album der Band gewesen sei und sie sich Ende 2015 auflösten. Dem widersprach Jimmy Pop im Jahr 2023 auf Twitter.
Im Oktober 2024 kündigte Evil Jared Hasselhoff auf Instagram ein Comeback der Band an. Dies stellte sich jedoch lediglich als Promo für das TV Total – Promi Wrestling heraus, bei dem Evil Jared gegen Sebastian Pufpaff antreten sollte.

## Trivia
Viel Aufsehen erregte die Bloodhound Gang durch ihre unkonventionellen Auftritte. Teil der Show war mitunter, dass sich Jimmy Pop auf der Bühne übergab, nachdem er sich zuvor eine Banane in den Hals gesteckt oder Bassist Evil Jared Hasselhoff ihm auf den Kopf uriniert hatte. In Russland wurde Hasselhoff inhaftiert, da er sich auf der Bühne ausgezogen hatte. Weiterhin aß Hasselhoff auf der Bühne oder auch während eines Interviews mit Niels Ruf Würmer, lebende Insekten und anderes Getier, wie man es auch in dem Clip The Bad Touch zu sehen bekommt. Im September 2005 trat die Band in der Show TV total auf, wobei sich Evil Jared Hasselhoff auszog und seinen Hoden präsentierte, den er vorher mit dem Titel der Sendung bemalt hatte. Auf dem Oktoberfest 2005 führte eine ähnliche Aktion Hasselhoffs zum Rauswurf aus einem Festzelt. Am 31. Juli 2013 zog sich Jared Hasselhoff bei einem Konzert in Odessa eine russische Flagge durch die Unterhose. Die Leitung des Musikfestivals Kubana an der russischen Schwarzmeerküste verweigerte daraufhin der Band die Teilnahme und die Musiker mussten Russland verlassen. Bei der Ausreise wurde die Band im Wartesaal des Flughafens Anapa von Unbekannten angegriffen, die Polizei griff ein.

## Diskografie
Studioalben

| Jahr | Titel Musiklabel                             | Höchstplatzierung, Gesamtwochen, AuszeichnungChartplatzierungen (Jahr, Titel, Musiklabel, Platzierungen, Wochen, Auszeichnungen, Anmerkungen) | Höchstplatzierung, Gesamtwochen, AuszeichnungChartplatzierungen (Jahr, Titel, Musiklabel, Platzierungen, Wochen, Auszeichnungen, Anmerkungen) | Höchstplatzierung, Gesamtwochen, AuszeichnungChartplatzierungen (Jahr, Titel, Musiklabel, Platzierungen, Wochen, Auszeichnungen, Anmerkungen) | Höchstplatzierung, Gesamtwochen, AuszeichnungChartplatzierungen (Jahr, Titel, Musiklabel, Platzierungen, Wochen, Auszeichnungen, Anmerkungen) | Höchstplatzierung, Gesamtwochen, AuszeichnungChartplatzierungen (Jahr, Titel, Musiklabel, Platzierungen, Wochen, Auszeichnungen, Anmerkungen) | Anmerkungen                                                    |
| Jahr | Titel Musiklabel                             | DE | AT | CH | UK | US | Anmerkungen                                                    |
| ---- | -------------------------------------------- | --- | --- | --- | --- | --- | -------------------------------------------------------------- |
| 1995 | Use Your Fingers Columbia Records (Sony)     | — | — | — | — | — | Erstveröffentlichung: 18. Juli 1995                            |
| 1996 | One Fierce Beer Coaster Geffen Records (BMG) | DE14 (43 Wo.)DE | AT11 (16 Wo.)AT | — | — | US57 Gold · (26 Wo.)US | Erstveröffentlichung: 3. Dezember 1996 Verkäufe: + 515.000     |
| 1999 | Hooray for Boobies Geffen Records (UMG)      | DE1 ×5Fünffachgold · (56 Wo.)DE | AT1 Platin · (34 Wo.)AT | CH2 Platin · (54 Wo.)CH | UK37 Gold · (13 Wo.)UK | US14 Platin · (29 Wo.)US | Erstveröffentlichung: 30. September 1999 Verkäufe: + 3.453.653 |
| 2005 | Hefty Fine Geffen Records (UMG)              | DE7 Gold · (26 Wo.)DE | AT4 Gold · (27 Wo.)AT | CH24 (19 Wo.)CH | — | US24 (6 Wo.)US | Erstveröffentlichung: 23. September 2005 Verkäufe: + 153.066   |
| 2015 | Hard-Off Jimmy Franks                        | — | — | — | — | — | Erstveröffentlichung: 18. Dezember 2015                        |

## Auszeichnungen
- Comet
  - 2000: in der Kategorie „Live Act“
  - 2000: in der Kategorie „Rock“

- Echo Pop
  - 2000: in der Kategorie „Newcomer International“